# Ольгинское сельское поселение (Приморско-Ахтарский район)
Ольгинское сельское поселение — муниципальное образование, входившее в состав упразднённого Приморско-Ахтарского района Краснодарского края России. 
В рамках административно-территориального устройства Краснодарского края ему соответствует Ольгинский сельский округ.
Административный центр — станица Ольгинская.
В рамках административно-муниципальной реформы сельское поселение было упразднено путем объединения с другими муниципальными образованиями, входившими в состав Приморско-Ахтарского района.

## Население
| 2010  | 2012  | 2013  | 2014  | 2015  | 2016  | 2017  |
| ----- | ----- | ----- | ----- | ----- | ----- | ----- |
| 5899  | ↘5896 | ↘5797 | ↘5765 | ↗5809 | ↗5822 | ↗5831 |
| 2018  | 2019  | 2020  | 2021  | 2023  |       |       |
| ↗5835 | ↗5847 | ↘5785 | ↗5864 | ↘5767 |       |       |

## Населённые пункты
В состав сельского поселения (сельского округа) входили 7 населённых пунктов:
| № | Населённый пункт | Тип населённого пункта | Население (чел.) |
| - | ---------------- | ---------------------- | ---------------- |
| 1 | Ольгинская       | станица                | ↘4892            |
| 2 | Октябрьский      | посёлок                | ↘645             |
| 3 | Добровольный     | хутор                  | ↘86              |
| 4 | Крупской         | хутор                  | ↘58              |
| 5 | Возрождение      | хутор                  | ↘61              |
| 6 | Бейсуг           | хутор                  | ↘94              |
| 7 | Ягодное          | село                   | ↘21              |